# Galaxy (álbum)
Galaxy é o primeiro e único álbum do power-trio paulistano Trio Galaxy, que foi formado pelo guitarrista Beto Lee em 2004.
O álbum, que foi lançado em 2004 com o selo Astronauta Discos, traz parcerias inéditas de Beto com Otto e Rita Lee, além das recriações de hits de Jorge Ben Jor ("Agora Ninguem Chora Mais") e Iggy Pop & The Stooges ("No Fun"). A música “Eu Comigo Mesmo” rendeu um videoclipe dirigido pela Plus Ultra e gravado ao vivo no Teatro Odisséia (RJ) no dia do show de lançamento carioca — uma festança com a participação da escritora Clarah Averbuck e do DJ Ze Octavio.

## Faixas
| N.º | Título                                     | Compositor(es)                      | Duração |  |
| 1.  | "Popstar"                                  | Beto Lee, Gonzales, Leandro Parente |         |  |
| 2.  | "Procurando"                               | Beto Lee, Landau                    |         |  |
| 3.  | "Sem você"                                 | Beto Lee                            |         |  |
| 4.  | "Bucets!"                                  | Beto Lee, Edu Salvitti, Gonzales    |         |  |
| 5.  | "Um pouco de mim"                          | Beto Lee, Gonzales                  |         |  |
| 6.  | "Agora ninguém chora mais"                 | Jorge Ben Jor                       |         |  |
| 7.  | "Vamos combinar"                           | Beto Lee, Rita Lee                  |         |  |
| 8.  | "Eu comigo mesmo"                          | Beto Lee, Leandro Parente           |         |  |
| 9.  | "No fun (cover de Iggy Pop & The Stooges)" | David Alexander, Scott Asheton      |         |  |
| 10. | "Save my soul"                             | Beto Lee, Gonzales                  |         |  |
| 11. | "Dicionário Brasileiro"                    | Otto                                |         |  |